# Evangelische Kirche Muschenheim

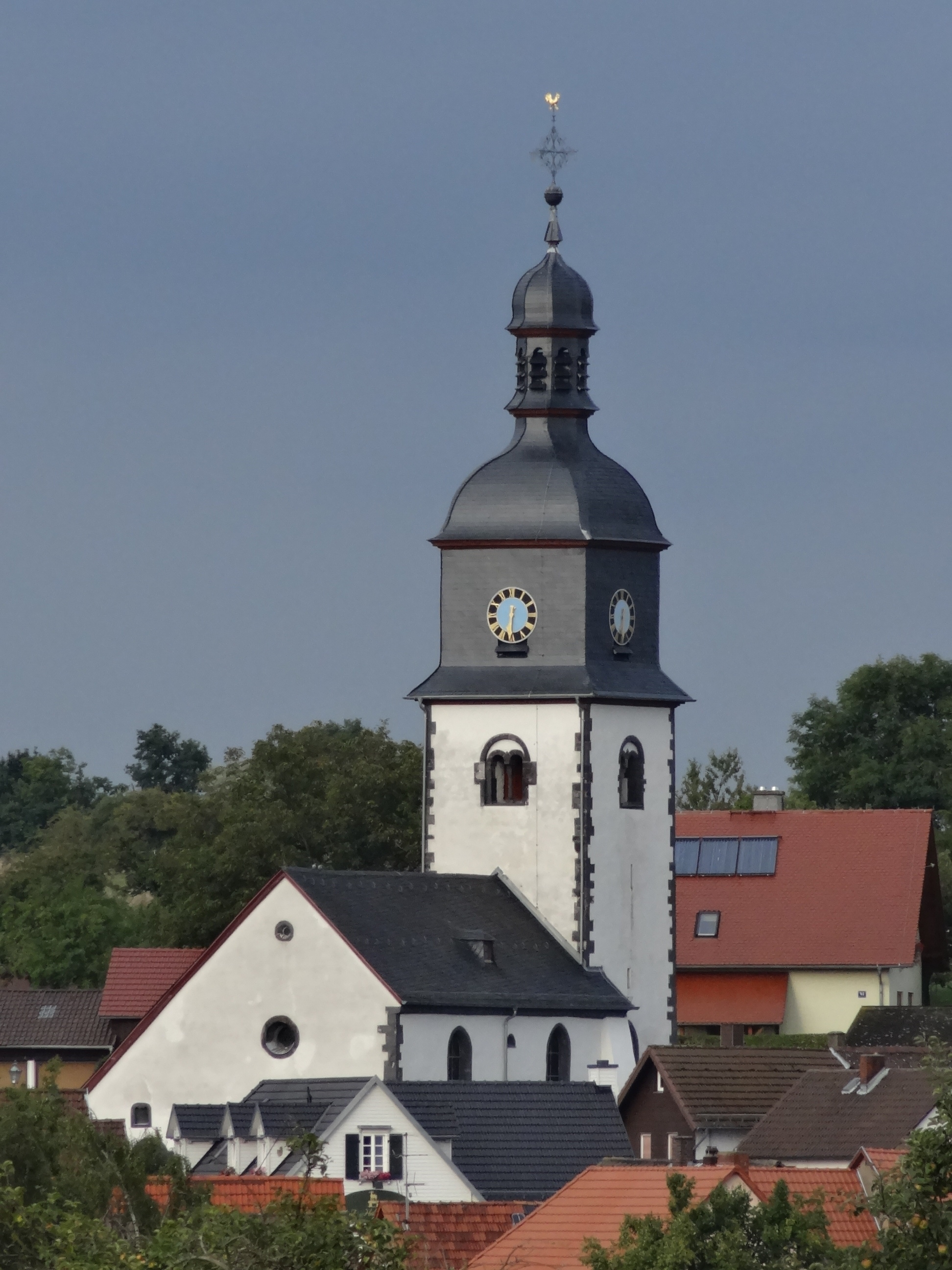
Südwestseite der evangelischen Kirche Muschenheim

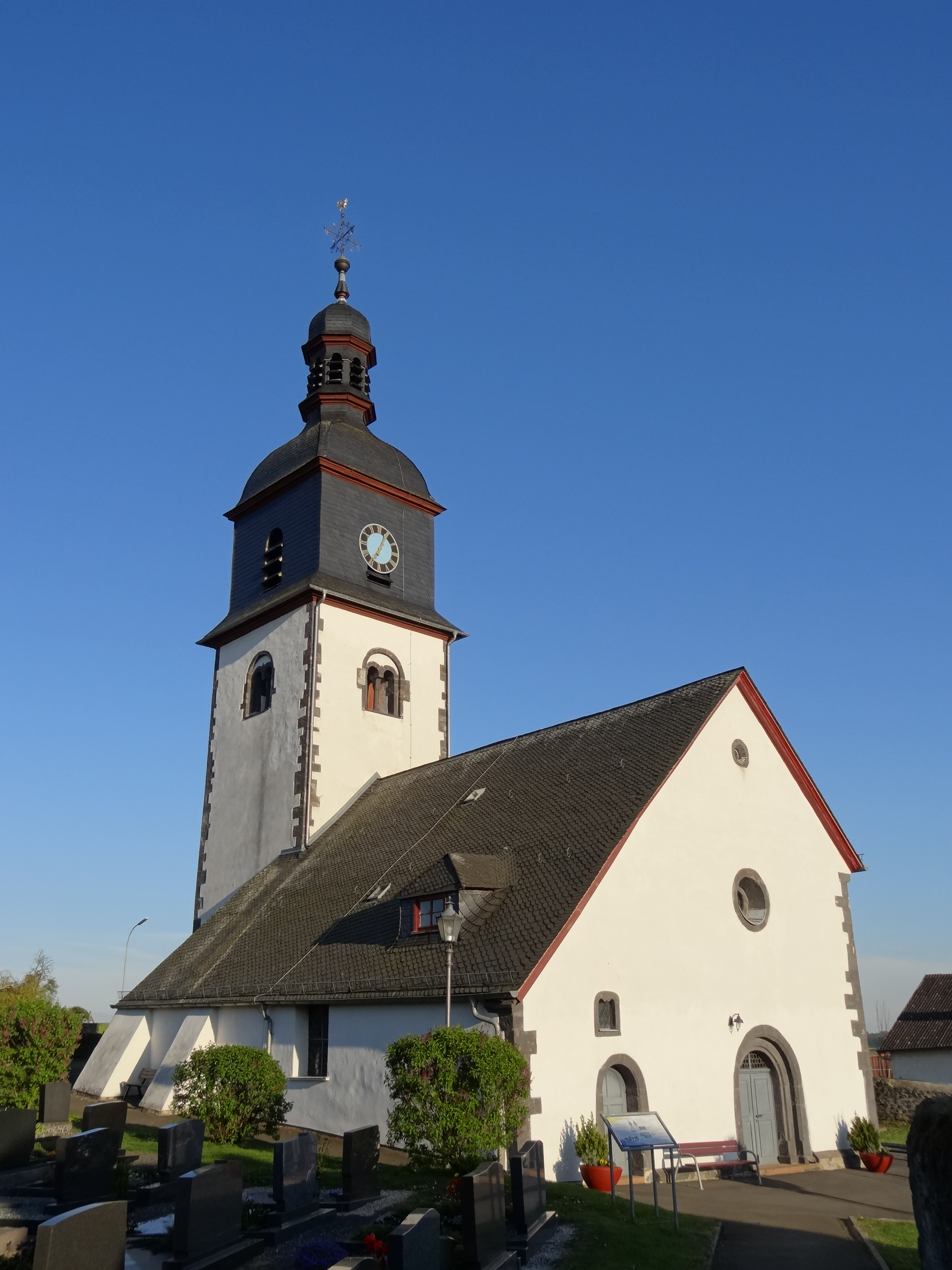
Kirche von Nordwesten

Die Evangelische Kirche in Muschenheim, einem Stadtteil von Lich im Landkreis Gießen (Hessen), wurde im 13. Jahrhundert im spätromanischen Stil gebaut. Die zweischiffige basilikale Kirche hat ein tief abgeschlepptes Dach über dem nördlichen Seitenschiff und einen östlichen Chorturm mit barockem Turmhelm von 1750. Sie prägt das Ortsbild und ist hessisches Kulturdenkmal.
Die Kirchengemeinde gehört zum Dekanat Gießener Land in der Propstei Oberhessen der Evangelischen Kirche in Hessen und Nassau.

## Geschichte
Im Jahr 1151 wird in Muschenheim eine Eigenkirche der Herren von Arnburg („von Münzenberg“) erwähnt, die das Patronatsrecht erhielten. Muschenheim war Mutterkirche der Kapellen von Kloster Arnsburg, Birklar und Bettenhausen. Kirchlich gehörte Muschenheim im ausgehenden Mittelalter zum Archidiakonat St. Maria ad Gradus in der Erzdiözese Mainz. Bis 1304 war Bettenhausen, bis 1316 Birklar eingepfarrt. Nach dem Aussterben der Münzenberger gelangte ihr Besitz an die Falkensteiner und das Patronatsrecht über die Muschenheimer Kirche im Jahr 1270 an die Zisterzienser des Klosters, die es bis 1803 innehatten. Nach der Säkularisation des Klosters im Jahr 1803 wurde das Patronat dem Haus Solms übertragen. Von 1811 bis 1959 hatte es das Haus Solms-Braunfels inne.
Die am Anfang des 13. Jahrhunderts errichtete Kirche war dem hl. Nikolaus geweiht. Zwischen 1216 und 1229 sind zwei Priester nachgewiesen. Neben dem bereits bestehenden Nikolausaltar wurde im Jahr 1324 von der Rittersfamilie von Muschenheim ein weiterer Altar gestiftet. Das ursprünglich einschiffige Langhaus mit quadratischem Chor und halbrunder Apsis erhielt noch in romanischer Zeit ein nördliches Seitenschiff. Am Ende des 15. Jahrhunderts wurde der vierte Altar geweiht, was die Tätigkeit von vier Priestern voraussetzt. Ebenfalls in spätgotischer Zeit fand ein Umbau statt: Das Schiff wurde eingewölbt, das Chorgewölbe in der Turmhalle höher gelegt, die Apsis erhöht und die Fenster an der Südseite vergrößert. Statt des ursprünglichen Pultdaches erhielt das Seitenschiff ein Schleppdach.
Mit Einführung der Reformation wechselte Muschenheim zum protestantischen Bekenntnis. Als erster evangelischer Pfarrer wirkte hier Antonius Schüler vor 1560. Seit der Reformation ist Muschenheim pfarramtlich mit Birklar verbunden.
In den Jahren 1699/1700 erfolgte eine Renovierung, bei der das Gestühl und der Fußboden unter der Kanzel erneuert wurden. Der ursprüngliche Pyramidenhelm wurde 1750 durch einen barocken Helmaufbau ersetzt. 1852 wurde das Kirchendach neu verschiefert, die nördlich angebaute Mauer neu aufgeführt und eine neue Empore geschaffen. Nach einem Blitzeinschlag in den Turm in der Nacht vom 6. auf den 7. Dezember 1895 wurden im Frühjahr die Schäden ausgebessert und das Turmdach neu verschiefert. Seit 1892 beheizten zwei Öfen die Kirche. Eine Innenrenovierung wurde 1898 vorgenommen. Nach einem weiteren Blitzeinschlag im Jahr 1927 erhielt der Turm einen Blitzableiter. Im Zuge einer Außenrenovierung im Jahr 1988 wurden schadhafte Stellen neu verputzt und die Fenster- und Türumrahmungen aus romanischer und gotischer Zeit restauriert.

## Architektur

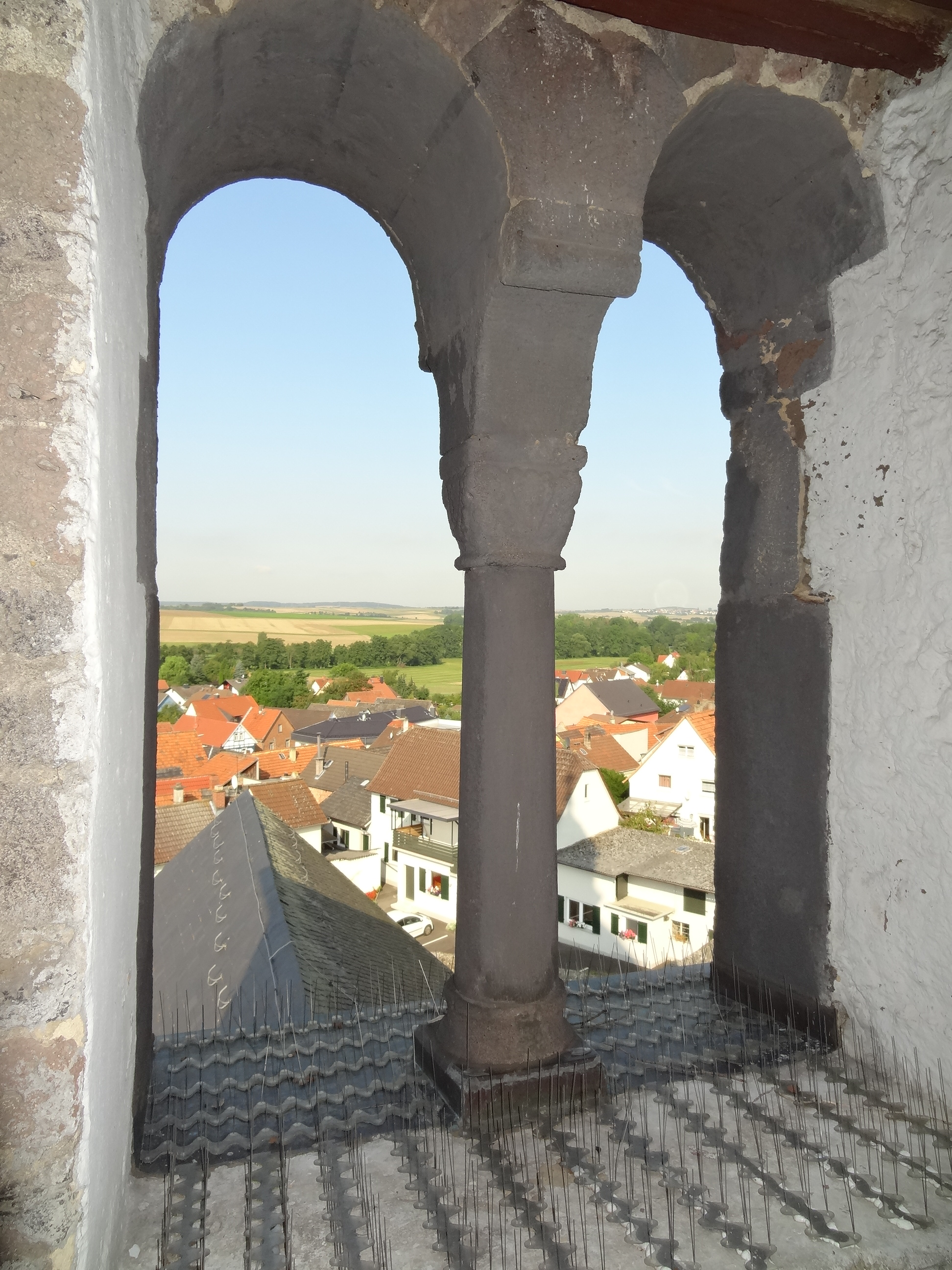
Turmblick

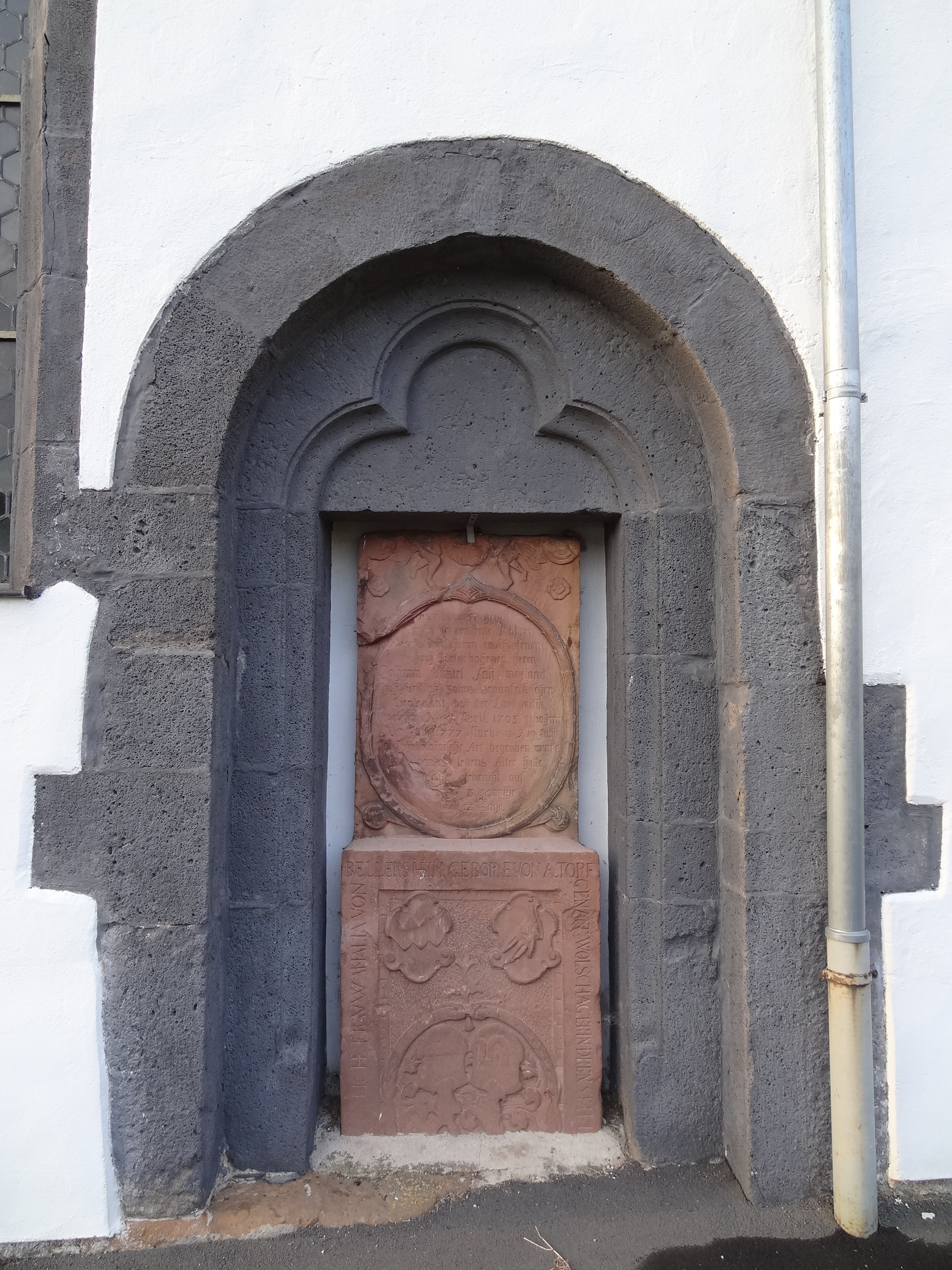
Nischenportal an der Südseite

Die geostete Kirche am östlichen Dorfrand inmitten eines ummauerten Friedhofs entstand unter Einfluss der Arnsburger Bauhütte. Sie erhält durch die zweischiffige Anlage und der nördlichen Sakristei Züge einer (unsymmetrischen) Basilika.
Das nördliche Seitenschiff findet unter einem Schleppdach seinen Platz. Ursprünglich hatte das Seitenschiff ein flacheres Pultdach mit drei kleinen rechteckigen Fenstern, die zwischen dem Pultdach und der Traufe des Hauptdaches angebracht waren. Für diese Fenster diente das Hauptgesims als Sturz. Der Verlauf des früheren Pultdaches ist noch erkennbar. Das Langschiff wird von einem zweijochigen Kreuzrippengewölbe, das Seitenschiff von einer Flachdecke abgeschlossen. Beide Schiffe werden durch zwei große Bögen, die leicht spitzbogig zulaufen, miteinander verbunden. Der Mittelpfeiler weist einen umlaufenden Sockel und umlaufenden Kämpfer auf. Entsprechende Profile haben auch die beiden Endpfeiler und der große rundbogige Triumphbogen. Die in spätgotischer Zeit vergrößerten Fenster mit Spitzbogen an der Südseite belichten das Schiff. Nicht erhalten ist das ursprüngliche Maßwerk. An der Nordseite ist ein rechteckiges Fenster aus späterer Zeit angebracht.
Das rundbogige, abgetreppte Hauptportal an der Westseite und daneben das kleinere für das Seitenschiff sind noch ursprünglich. Die beiden Rundfenster im Westgiebel stammen ebenfalls noch aus romanischer Zeit, während das kleine viereckige Fenster der Westseite mit Kielbogen und die gekuppelten, sehr schmalen Spitzbogenfenster der Apsis spätgotisch sind. Das abgestufte, vermauerte Nischenportal in der Südmauer aus der Erbauungszeit der Kirche ist mit einem Kleeblattbogen verziert.
Der aufgemauerte Turm ist auf quadratischem Grundriss errichtet und hat Eckquaderung. Der Turmschaft ist ungegliedert. Im Obergeschoss sind gekuppelte Rundbogenfenster mit steinernen Säulen eingelassen. Der hölzerne Turmhelm von 1750 ist verschiefert. Dem kubusförmigen Glockengeschoss ist eine achtseitige offene Laterne mit Welscher Haube aufgesetzt, die von einem Turmknopf, Kreuz und Wetterhahn bekrönt wird. Vorbild für den Turmhelm war der Sprendlinger Helm aus dem Jahr 1718. An der Ostseite ist eine kleine eingezogene, ungewölbte Apsis angeschlossen. Der Chor im Turmuntergeschoss hat ein Kreuzgewölbe, dessen Schlussstein mit einer Rose belegt ist. Zur Nordseite hin ist ein kleines romanisches, zur Südseite hin ein zweiteiliges spätgotisches Fenster mit Maßwerk angebracht. An der Nordseite des Turms ist eine Sakristei angebaut, die von einer Rundbogentonne abgeschlossen wird. Die südliche Außenmauer des Turms wird durch einen Strebepfeiler gestützt, der bis an die angrenzende Traufe des Schiffs reicht. Nicht ganz diese Höhe erreicht ein mächtiger Eckpfeiler an der Süd-Ost-Ecke des Turms.

## Ausstattung

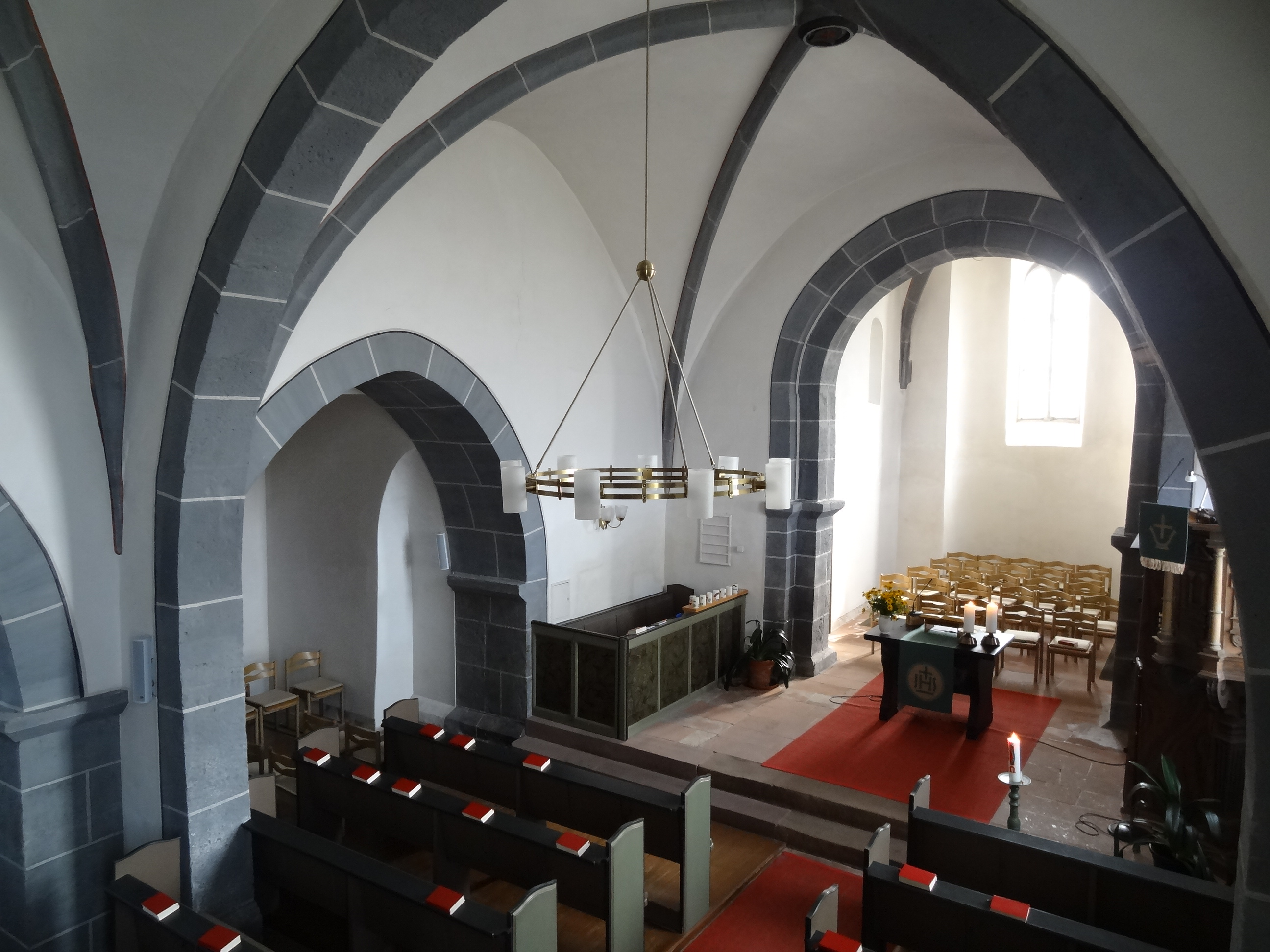
Triumphbogen und Seitenschiff

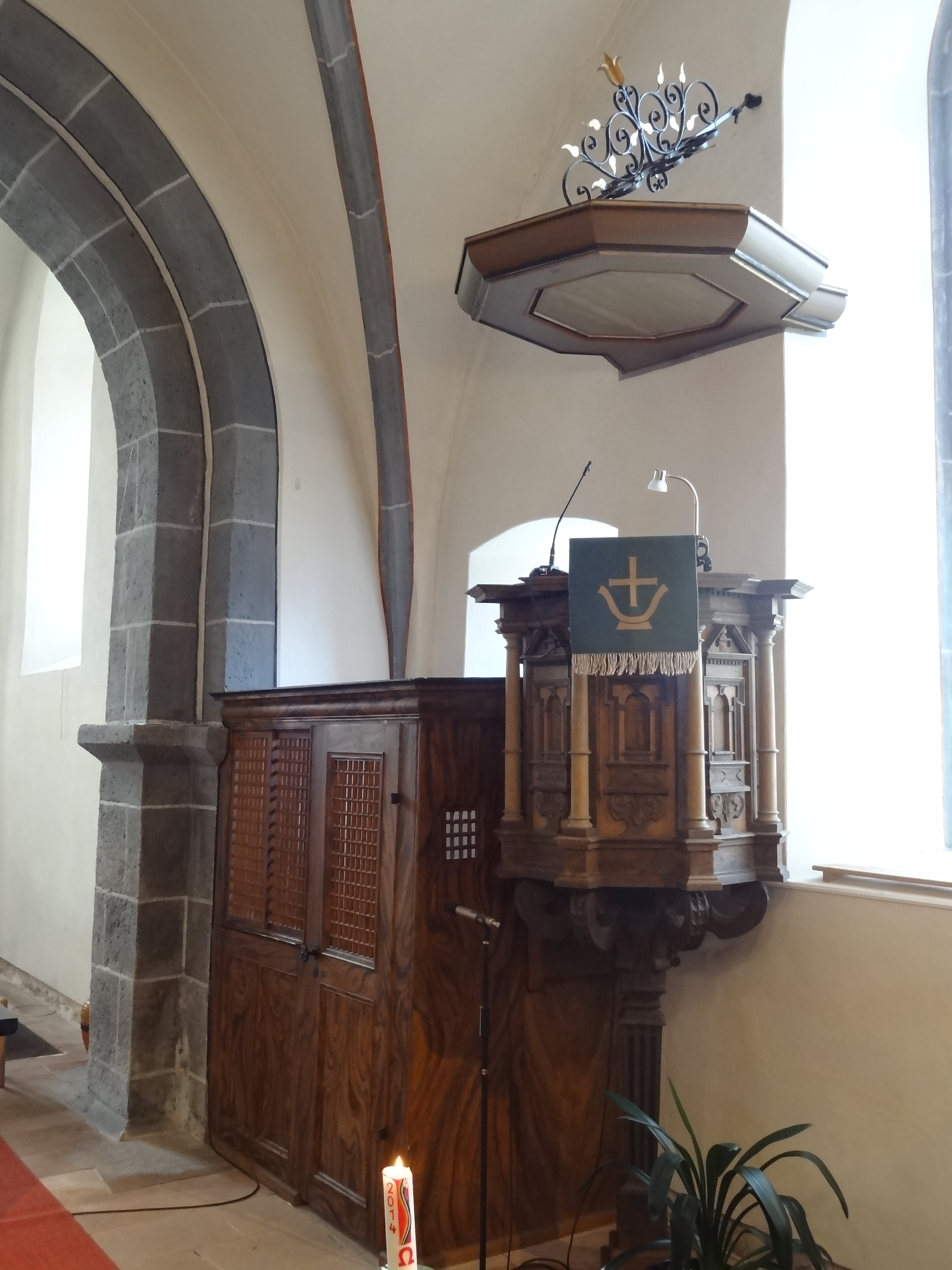
Kanzel

Der Innenraum ist entsprechend reformierter Tradition schlicht gestaltet. Der Fußboden ist mit roten Sandsteinplatten belegt. Im Hauptschiff lässt das Gestühl in zwei Reihen einen Mittelgang frei. Das nördliche Seitenschiff und der Chor sind bestuhlt. Die kassettierte Westempore aus dem 19. Jahrhundert ruht auf einem achteckigen Holzpfosten mit zwei Kopfbügen. Empore und Gestühl sind in Grüntönen gefasst. Die fünf mittleren Brüstungsfelder der Empore und die vier Felder der Bank gegenüber der Kanzel vor dem Triumphbogen sind mit floralen Rankenmotiven bemalt.
Der achteckige, holzsichtige Kanzelkorb mit reichen Füllungen stammt aus der Mitte des 17. Jahrhunderts. Er ruht auf einem viereckigen, profilierten Holzpfosten mit vier lebhaft geschwungenen Bügen. Die mit Beschlagwerk üppig ausgestatteten Kanzelfelder werden durch Freisäulen gegliedert. Der schlichte Schalldeckel wird von einem schmiedeeisernen Rankenwerk gehalten. Unter der Kanzel schließt sich der Pfarrstuhl mit durchbrochenem Gitterwerk an, der den Kanzelaufgang verbirgt.
Im Seitenschiff hängt ein Gemälde von Karl-Bernd Beierlein aus dem Jahr 1981 mit dem Titel „Kreuztragung“, das der Künstler der Kirchengemeinde geschenkt hat. Es zeigt den Christus mit seinem Rücken, der über dem Kreuz zusammengebrochen ist. Die Grautöne im oberen Bilddrittel kontrastieren mit dem blutroten Boden unterhalb von Christus.
Statt eines Altars steht im Chor ein Abendmahlstisch, wie in reformierten Kirchen üblich. Zu den Vasa sacra gehören zwei Weinkannen und zwei silbervergoldete Kelche. Die runden Fußplatten der Kelche gehen in einen sechsseitigen Schaft mit Knauf über. Die reich verzierte Taufschale, eine sogenannte Beckenschlägerschüssel aus Messing, zeigt die Verkündigung Mariens. Sie wurde im Jahr 1641 von Junker Heinrich Eckard von Bellersheim gestiftet. Dargestellt ist in einem durch eine Blumenvase symbolisierten Hortus conclusus Maria an einem Lesepult. Von links nähert sich der Erzengel Gabriel, der ein Lilienzepter in der Hand hält. Der Heilige Geist in Gestalt einer fliegenden Taube trägt einen Heiligenschein. Um die Szene ist auf einem Innenring eine Umschrift mit der fünfmaligen Buchstabensequenz V – E – H – U – F – A – V – A in gotischen Majuskeln angebracht. Das mariologische Motiv und die gotische Umschrift gehen auf ein Modell der Nürnberger Beckenschläger aus dem 15. und 16. Jahrhundert zurück, das weite Verbreitung erfuhr. Dasselbe Motiv mit Umschrift findet sich auch in der Evangelischen Kirche in Allendorf/Lahn und in der Evangelischen Kirche in Hausen. Die Buchstabenfolge VEHUFAVA wird gedeutet als „venia humanum fatum, venia altissima“ (die Gnade [die Vergebung] der Sünden ist der von Gott bestimmte Schicksalsweg der Menschheit, die Gnade des Allerhöchsten).

## Orgel

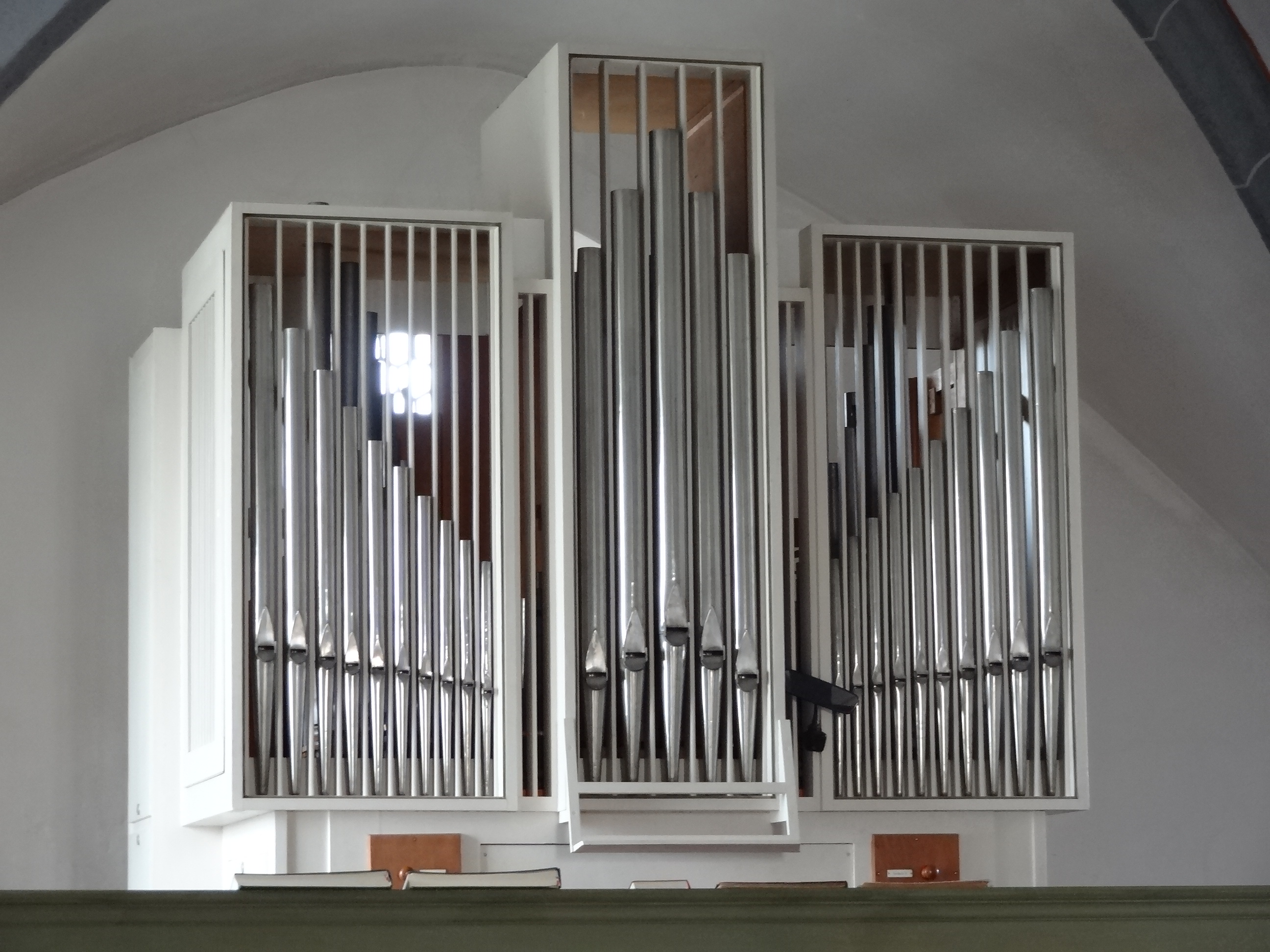
Orgel auf der Westempore

Im Jahr 1842 ist eine Orgelreparatur nachgewiesen. Im Zuge der Kirchenrenovierung baute Johann Georg Förster im Jahr 1899 als Opus 86 für 3075 Mark ein neues Werk mit neun Registern auf zwei Manualen und Pedal. Das Instrument hatte pneumatische Windladen und eine pneumatische Röhrentraktur. Der Aufstellungsort war unterhalb der Nordempore. Die Orgel wurde 1992 durch ein Werk der Licher Firma Förster & Nicolaus Orgelbau ersetzt, das gebraucht von der Paul-Gerhard-Kirche in Offenbach am Main erworben wurde. Das Instrument wurde 1958 gebaut und wies ursprünglich sechs Register auf einem Manual und Pedal auf. Im Zuge der Umsetzung nach Muschenheim wurde auf einer leeren Schleife ein Salizional 8′ ergänzt. Die heutige Disposition lautet wie folgt:
| I Manual C–f3 |    |
| Gedackt       | 8′ |
| Salizional    | 8′ |
| Prinzipal     | 4′ |
| Rohrflöte     | 4′ |
| Spitzflöte    | 2′ |
| Scharf III–IV |    |

| Pedal C–f1 |     |
| Subbass    | 16′ |

- Koppel: I/P

## Geläut
Der Turm beherbergt drei Bronzeglocken. Die kleinste und älteste Glocke wurde um 1300 gegossen. Die beiden großen barocken Glocken stammen von der Glockengießerfamilie Bach. Alle drei tragen Inschriften.
| Nr. | Gussjahr | Gießer, Gussort                              | Schlagton | Durchmesser (mm) | Höhe (mm) | Inschrift | Bild |
| 1   | 1770     | Johann Philipp Bach, Hungen                  | fis1+     | 1010             | 860       | „PFARRER HERR IOHANN NICKLAVS FEY HERRSCHAFTLICHER SCHVLTHEIS WORNER SEIPP KIRCHENELTESTEN HENRICH WEISSEL IOHANN WIEHLM BECKER CONRAD SEIPP GABRIEL BECKER EVER HERZ SEY NICHT VERSTOCKT WANN IHR WERDT ZVR KIERCH GELODT [zwei Reliefs des hl. Michael und zwei eines Cherubs] IN GOTTES NAMEN FLOS ICH IOHANN PHILLIP BACH VON HVNGEN GOS MICH ANNO 1770“ |      |
| 2   | 1784     | Johann Philipp und Johann Peter Bach, Hungen | gis1      | 930              | 760       | „IN GOTTES NAHMEN FLOSS ICH × JOH: PHILIP UND JOH: PETER BACH VON HUNGEN GOS\|SEN MICH × ALS ZEITLICHER PFARRER IN MVSCHENHEIM WAR HERR PHILIPP HENRICH FAY × BEIDE\|HERRSCHAFTLICHEN SCHULTHEISEN WOERNER SEIPP UND IOH: HENRICH SEIPP × SO DEN KIR\|CHEN VORSTEHER × IOH: WILHELM BECKER GABRIEL BECKER CONRAD SEIPP IOHANNES FREIMAN 1784“                |      |
| 3   | ~1300    |                                              | cis2      | 730              | 640       | „[Marienmonogramm mit Kreuz] + P[er] · CRVCIS · h’[oc] · SIGNV[m] · FVGIAT · P[ro]CVL · OM[n]E · MALIGNV[m] · SIT · MEDICINA · MEI · PIA · CRUX · F[et] · PASSIO · XRI [= Christi] · + [Omega mit Kreuz]“ |      |